# 川田妙子
川田 妙子（かわた たえこ、1965年3月20日 - ）は、日本の女性声優。東京都出身。旧名は山田 妙子（やまだ たえこ）。ティーリバー合同会社所属。既婚。

## 略歴
幼少期はお転婆で、木に登ったり、秘密基地を作って遊んでおり、アクティブであったという。
子供の頃からアニメの主人公のものまねをするのが好きで、『アルプスの少女ハイジ』のハイジ、『カリメロ』のカリメロなどが得意であったという。
中学、高校時代もアニメ好きで、高校時代にフォークソング部に所属し、ギターを担当していた。その頃に『ドラえもん』などを弾き、アニメソングに惹かれたという。
小さい頃から歌を歌うことは好きだが、芝居にも興味があり、自分を表現して人を楽しませることに憧れがあった。その時にタレント事務所、劇団に所属したかったが、入所金や月謝が高く、親にも難色を示され、断念したという。
実践商業高等学校卒業後、演技の道に憧れを持ちつつも、百貨店のヨックモックに就職し、のし紙のクレーム処理係になる。しかし、そこで「声が皆と違う」という意識を抱くようになる。そのことがきっかけで、声優になることを決意する。洋菓子店で働きながら、声優学校の試験に合格し、夜間や休日に東京アナウンスアカデミー声優科で、演技の勉強を始める。
声優学校には自分より演技の巧い人が何人もおり、映画監督、音響のディレクターからは叱られてばかりであった。その時、「君はちょっと、センスない」と言われていたため、自信を失い、何度も辞めようと思うことがあった。しかし、劇団俳小の人は「特徴のあるとてもおもしろい声をしているんだから、つづけたほうがいい。芸能プロの人も、『あなたの半年後を見たい』といっていたんだよ」と励ましてくれた。その言葉を受けて、続けようという気持ちになったが、研究クラスに上がると授業数が増えるため、仕事との両立は困難であった。そこで、「じぁあ、もう人生に一度だからとりあえずやってみよう」、「じゃあ、たった半年」、「じゃあ、またもしダメだったら就職し直そう」と決心し、周囲には驚かれるも、会社を退職して声優の道に懸けた。その半年で結果を出さなければいけなく、怒られ続けていたという。
その後、研究生公演を終えて同アナウンスアカデミーを卒業し、81プロデュースでのオーディションに合格し同事務所に所属。2010年に同事務所を退所し、フリーとなる。
2019年10月1日、個人事務所ティーリバー合同会社を設立したことを発表し、同時に私塾も開講することを報告。
2022年10月1日、居住する埼玉県鴻巣市の「こうのす観光大使」に任命される。

## 人物
役柄としては、内気な女の子役、小さな生き物役が多い。
演じる役によって、ファッションも変えており、1991年時点では少女役が多いため、かわいい服を着ている。
海外ドラマの吹き替えでは、『フルハウス』のミシェル役では赤ん坊の頃から少女時代までを吹き替えた。また、ミシェルを演じたオルセン姉妹が出演する『ふたりはふたご』でも、双子の姉アシュレー役を吹き替える。
1997年、『ドクタースランプ』で則巻アラレの声を担当。放送当時は『Dr.スランプ アラレちゃん』で小山茉美が演じるイメージが強いことからバッシングを受けたといい、川田は後に「私も学生時代に初代80'Sを知っているので、それを愛して観ていた方たちには、受け入れられないことは、とってもよくわかります。でも、平成版アラレちゃんも、もちろん同じ鳥山先生の作品ですが… 別のものとして観てもらえたら…楽しんで頂けるかな〜なんて思います」とコメントしている。
田中敦子とユニット「Windy's murmur」（ウィンディーズマーマー）を組んでいる。

## 代役
2000年末から2001年までの産休期間、持ち役を引き継いだ人物は以下の通り。
| 代役       | 役名                       | 概要作品                                | 代役の初出演           | 復帰時期                    |
| ---------- | -------------------------- | --------------------------------------- | ---------------------- | --------------------------- |
| 本井えみ   | くぅ                       | 『いないいないばあっ!』                 | 不明                   | 2022年度                    |
| 本井えみ   | エミー・ローズ             | 『ソニックシリーズ』                    | 『ソニックシャッフル』 | 『ソニックアドベンチャー2』 |
| 望月久代   | チョビくん                 | 『ざわざわ森のがんこちゃん』            | 2000年度               | 2002年度                    |
| 望月久代   | ルンルン                   | 『ざわざわ森のがんこちゃん』            | 2000年度               | 2002年度                    |
| かないみか | ミーコ（ニャンダーかれん） | 『ニャニがニャンだー ニャンダーかめん』 | 第14話                 | なし                        |

このうち『ニャニがニャンだー ニャンダーかめん』のミーコ役は復帰前に放送終了となったため、降板となった。

## 出演
太字はメインキャラクター。

### テレビアニメ
1986年
- こんなこいるかな（ミャー）

1987年
- 機甲戦記ドラグナー（アニー）

1989年
- 昆虫物語 みなしごハッチ（1989年 - 1990年、マイ、アン）

1990年
- 三丁目の夕日（みっちゃん）
- ちびまる子ちゃん（1990年 - 、とし子ちゃん〈2代目〉、女の子、ダンサー3）
- 魔法のエンジェルスイートミント（プリン）

1991年
- おばけのホーリー（トマトマト）
- それいけ!アンパンマン（1991年 - 、アプル王子〈初代〉、みどりちゃん〈初代〉、わたあめぼうや、チャツミちゃん、アップリケちゃん〈初代〉、モン吉〈5代目〉）
- ちいさなおばけアッチ・コッチ・ソッチ（ソッチ）
- ハイスクールミステリー学園七不思議（ユキ）
- 魔法使いサリー（1989年版）（ポコ、まゆ子〈2代目〉）
- わたしとわたし ふたりのロッテ（イルゼ）

1992年
- 風の中の少女 金髪のジェニー（サム）
- チロリン村物語（ボンボン、バナーナ夫人）
- フランダースの犬 ぼくのパトラッシュ（ピーピ）

1993年
- しましまとらのしまじろう
- 南国少年パプワくん（テヅカくん）
- 美少女戦士セーラームーンシリーズ（1993年 - 1995年、佐山ミエ、桃子） - 3シリーズ

1994年
- クレヨンしんちゃん（1994年 - 2010年、瑠奈、かおり、ちんのすけ）
- コボちゃんスペシャル 祭りがいっぱい!（ハナコ）
- とっても!ラッキーマン（園児、見代の友人）
- 魔法陣グルグル（イルク）
- モンタナ・ジョーンズ（モニカ）

1995年
- 愛天使伝説ウェディングピーチ（おひ魔、リュック）
- あずきちゃん（西野かおる）
- オズ・キッズ（ボリス）

1996年
- 赤ちゃんと僕（菊子）
- きこちゃんすまいる（静〈初代〉）
- るろうに剣心 -明治剣客浪漫譚-（吾郎、ユキ）

1997年
- サザエさん（波野イクラ〈代役〉 他）
- ドクタースランプ（1997年 - 1999年、則巻アラレ）
- バトルアスリーテス大運動会（王鈴花）

1998年
- カードキャプターさくら（橘優希）
- プリンセスナイン 如月女子高野球部（毛利寧々）
- ポケットモンスター（ピカチュウA）
- Bビーダマン爆外伝（エンジェルボン）

1999年
- ゴクドーくん漫遊記（菜野）
- しましまとらのしまじろう（てるちゃん）
- セラフィムコール（寺本たんぽぽ）
- 天使になるもんっ!（赤ちゃんロボ）
- ドラえもん（テレビ朝日版第1期）（少女、少年A、メイリン）
- ぶぶチャチャ（1999年 - 2001年、マリー） - 2シリーズ
- Bビーダマン爆外伝V（めがみボン）

2000年
- 週刊ストーリーランド（子供女）
- 学校の怪談（白金ゆき）
- とっとこハム太郎（ミネコちゃん、ユメちゃん）
- ニャニがニャンだー ニャンダーかめん（ミーコ〈初代〉 / ニャンダーかれん）

2001年
- Cosmic Baton Girl コメットさん☆（2001年 - 2002年、ラバボー）
- 砂漠の海賊!キャプテンクッパ（ペペロ）
- ちっちゃな雪使いシュガー（カノン）

2002年
- あたしンち（ピーちゃん）
- ギャラクシーエンジェル（第3期）（赤ちゃん）
- 花田少年史（貴人の妹）
- ぴたテン（紫乃）

2003年
- R.O.D -THE TV-（菱石久美）
- WOLF'S RAIN（ネーゼ）
- 金色のガッシュベル!!（ルシカ）
- ソニックX（エミー・ローズ）
- D・N・ANGEL（桧尾みお）
- ONE PIECE（ミリア）

2004年
- アークエとガッチンポー（シャオラン）
- わがまま☆フェアリー ミルモでポン! わんだほう（悠太くん）

2005年
- ふたりはプリキュア Max Heart（望）

2006年
- ふたりはプリキュア Splash Star（フィーリア王女）
- ぷるるんっ!しずくちゃん（2006年 - 2007年、ハニーちゃん） - 2シリーズ
- 魔法食堂チャラポンタン（カゴ）

2007年
- はたらキッズ マイハム組（2007年 - 2008年、二階堂マリナ）
- BLEACH（みゆき）

2008年
- うちの3姉妹（2008年 - 2010年、三女 チー）
- キティズパラダイスpeace（シナモン）
- キャシャーン Sins（ニコ）
- D.Gray-man（レベル4）
- のらみみ2（まめぺん）
- ロボディーズ -RoboDz- 風雲篇（エステル）

2009年
- 青い文学シリーズ「桜の森の満開の下」（千代）
- ご姉弟物語（たちばなかえで）
- こんにちは アン 〜Before Green Gables（ハリー・トーマス、ジェーン、ローザ、ロキンバ、モーガン）
- ジャングル大帝 -勇気が未来をかえる-（レオ）

2010年
- ハートキャッチプリキュア!（2010年 - 2011年、シプレ）
- ペンギンの問題 シリーズ（2010年 - 2011年、ベッキーナ） - 2シリーズ

2011年
- デュエル・マスターズ ビクトリー（2011年 - 2013年、左近 / サコン・ピッピー） - 2シリーズ
- ドラえもん（テレビ朝日版第2期）（マリア）
- 毎日かあさん（えみりちゃん）

2012年
- NARUTO -ナルト- 疾風伝（ミィナ）
- ぴっちぴち♪しずくちゃん（ハニーちゃん）

2014年
- ストレンジ・プラス（ドロシー） - 2シリーズ

2016年
- ジョジョの奇妙な冒険 ダイヤモンドは砕けない（透明の赤ちゃん / 静・ジョースター、女の子）
- がんがんがんこちゃん（2016年 - 2018年、チョビくん） - 2シリーズ

2018年
- パズドラ（2018年 - 2023年、タコゴン、すず）

2021年
- iiiあいすくりん（2021年 - 2022年、バニラン） - 2シリーズ

### 劇場アニメ
1990年
- それいけ!アンパンマン おむすびまん（いちご）

1992年
- ちびまる子ちゃん わたしの好きな歌（とし子）
- サイレントメビウス2（少女）

1994年
- クレヨンしんちゃん ブリブリ王国の秘宝（スンノケシ王子）

1995年
- あずきちゃん ホワイト・バレンタイン♥ 恋のチャンスがやってきた!!（西野かおる）

1997年
- 星空のバイオリン（僖久二の妹）

1999年
- ザ☆ドラえもんズ おかしなお菓子なオカシナナ?（バナナシスターズ）
- ドクタースランプ アラレのびっくりバーン（則巻アラレ）
- ハッピーバースデー 命かがやく瞬間（金沢順子）
- MARCO 母をたずねて三千里（ジュリエッタ）

2001年
- ピカチュウのドキドキかくれんぼ（ルリリ）

2002年
- デジモンフロンティア 古代デジモン復活!!（コテモン）

2005年
- 映画 ふたりはプリキュア Max Heart（マーキーズ）
- ガラスのうさぎ（江井光子）

2007年
- シナモン the Movie（シナモン）

2008年
- 映画 Yes!プリキュア5GoGo! お菓子の国のハッピーバースディ♪（チョコラ）

2009年
- 劇場版ペンギンの問題 幸せの青い鳥でごペンなさい（雪村ビクトリア）

2010年
- 映画 ハートキャッチプリキュア! 花の都でファッションショー…ですか!?（シプレ）
- 映画 プリキュアオールスターズDX2 希望の光☆レインボージュエルを守れ!（シプレ）

2011年
- 映画 プリキュアオールスターズDX3 未来にとどけ! 世界をつなぐ☆虹色の花（シプレ）

2012年
- 映画 プリキュアオールスターズNewStage みらいのともだち（シプレ）

2015年
- ちびまる子ちゃん イタリアから来た少年（とし子ちゃん）

2016年
- クレヨンしんちゃん 爆睡!ユメミーワールド大突撃（貫庭玉サキ）

2019年
- えいが うちの3姉妹（三女 チー）

2021年
- 映画 トロピカル〜ジュ!プリキュア 雪のプリンセスと奇跡の指輪!（シプレ）

### OVA
1989年
- Cherryのまんま（由伊鹿乃子）※山田妙子名義。OVA海の闇、月の影に収録

1991年
- ここはグリーン・ウッド（如月麗名）

1993年
- ドラゴンハーフ（ピア）

1994年
- 新・キューティーハニー（ブラックメイドン）

1998年
- 刻の大地 〜花の王国の魔女〜（少女）

2001年
- マリンとヤマト 不思議な日曜日（マリン）

2003年
- NARUTO -ナルト- 紅き四つ葉のクローバーを探せ（嬉野カエデ）

2004年
- おジャ魔女どれみナ・イ・ショ（和久のぞみ）
- テイルズ オブ ファンタジア THE ANIMATION（藤林すず）

2005年
- 鴉 -KARAS-（少女）

2006年
- 10ぴきのかえる（ショゲカエル）
- 仏教ものがたり（ナレーション）

2008年
- やなせたかしメルヘン劇場 ルルン・ナンダーのほし（ルルン・ナンダー）

### ゲーム
1996年
- 新フォーチュン・クエスト 食卓の騎士たち（ルーミィ、アンジェリカ）

1998年
- ソニックシリーズ（1998年 - 2022年、エミー・ローズ、湖の貴婦人ニミュエ） - 24作品
- テイルズ オブ ファンタジア（藤林すず、アミィ・バークライト、ルナ、リリス・エルロン）
- パズルボブル4（クルル）
- バトルアスリーテス大運動会 オルタナティブ（王鈴花）

1999年
- クラッシュ・バンディクー レーシング（プーラ）
- ドクタースランプ（則巻アラレ）
- ファンシア（ファンシア）
- マリア2 受胎告知の謎（鷲崎 マリア）
- リフレインラブ2（三沢あかね）

2002年
- テイルズ オブ ザ ワールド なりきりダンジョン2
- テイルズ オブ ファンダム Vol.1（藤林すず）
- 東京ミュウミュウ 登場新ミュウミュウ!みんないっしょにご奉仕するにゃん♥（赤井りんご）

2004年
- 青い涙（ミルカ）

2005年
- テイルズ オブ ザ ワールド なりきりダンジョン3

2006年
- テイルズ オブ ファンタジア -フルボイスエディション-（藤林すず）

2007年
- テイルズ オブ ファンダム Vol.2（藤林すず）
- マリオ&ソニック AT オリンピックシリーズ（2007年 - 2019年、エミー・ローズ） - 6作品

2008年
- うちの3姉妹DS（三女 チー）
- クレヨンしんちゃん 嵐を呼ぶ シネマランド カチンコガチンコ大活劇!

2009年
- うちの3姉妹DS2（三女 チー）
- ちびまる子ちゃんDS まるちゃんのまち（としこちゃん）
- テイルズ オブ ザ ワールド レディアント マイソロジー2（藤林すず）
- テイルズ オブ バーサス（藤林すず）※ミニゲーム「Tales of WALL BREAKER」のみ
- ぼくのなつやすみ4 瀬戸内少年探偵団「ボクと秘密の地図」（マメ）

2010年
- 白騎士物語 -光と闇の覚醒-
- テイルズ オブ ファンタジア なりきりダンジョンX（藤林すず）

2011年
- Are you Alice?（公爵夫人）
- テイルズ オブ ザ ワールド レディアント マイソロジー3（藤林すず）

2012年
- ワンド オブ フォーチュン2 FD 〜君に捧げるエピローグ〜（ベル、ルル〈幼女〉）

2014年
- クレヨンしんちゃん 嵐を呼ぶ カスカベ映画スターズ!（スンノケシ）
- テイルズ オブ ザ ワールド レーヴ ユナイティア（藤林すず）

2015年
- ポポロクロイス牧場物語（コニー）

2017年
- 妖怪ウォッチ ぷにぷに（シナモロール）

2019年
- テイルズ オブ ザ レイズ（すず）

2022年
- SINoALICE -シノアリス-（シナモロール）

2023年
- グランブルーファンタジー（シナモロール）

### ドラマCD
- Are you Alice? シリーズ（公爵夫人）
- カドカワカセットブック フォーチュン・クエスト 〜ボクボクの災難〜（ルーミィ）
- 白い明日だ!ロケット団（モンドのメタモン）
- STRANGE+ THE DRAMA CD（ドロシー）
  - STRANGE+ THE DRAMA CD2「DEEP SEEKER」（ドロシー）
- 太陽の少女インカちゃん（小須田梨香）
- 停電少女と羽蟲のオーケストラ 停電刀匣（水虎）
- テイルズ オブ ファンタジア ANTHOLOGY.1 - 2（ふじばやしすず）
- テイルズ オブ ファンタジア なりきりダンジョン -太陽の章-（藤林すず）
  - テイルズ オブ ファンタジア なりきりダンジョン -月の章-（藤林すず）
- 天使禁猟区 物質（アッシャー）界編-3 迷走輪廻（リーインカーネーション・ナウ）（メタトロン）
- 伯爵カイン（マリーウェザー・ハーグリーヴス）
- 星のカービィ おしゃべりCDコミック（カービィ）
- プリンセスナイン 如月女子高野球部 CDドラマ 燃える対決!裸のナインたち（毛利寧々[40]）
- ももいろシスターズ2 ラブラブ・ネクスト・ジェネレーション（倉方美穂）
  - ももいろシスターズ2 大いなる結婚“寿”（倉方美穂）
- ワンド オブ フォーチュン ドラマCD 〜ちいさなまほうのものがたり〜（幼女ルル）
  - ワンド オブ フォーチュン2 FD 〜君に捧げるエピローグ〜 ドラマCD「7つの時空でパパといっしょ!」（幼女ルル、妖精ベル）[41]

### 吹き替え

#### 映画
- アニー2（ハーナ〈エミリー・アン・ロイド〉）
- アンドレ/海から来た天使（トーニ・ホイットニー〈ティナ・マジョリーノ〉）
- イージー・マネー/一獲千金（ベリンダ〈リリ・ヘイデン〉）※テレビ東京版
- いつの日かこの愛を（カカ）
- イナフ（グレイシー・ヒラー〈テッサ・アレン〉）※ソフト版
- ウォーターワールド（エノーラ〈ティナ・マジョリーノ〉）※ソフト版
- エイリアン2（ニュート〈キャリー・ヘン〉）※VHS・DVD版
- SPL/狼よ静かに死ね（ホイイー）
- X-MEN2（女の子）※ソフト版
- 王様と私（ヤオラク王女）※テレビ東京版
- 男たちの挽歌4（ハーマイ）
- 風と共に去りぬ（プリシー〈バタフライ・マックイーン〉）※テレビ東京版
- 危険な遊び（コニー・エヴァンス〈クイン・カルキン〉）
- キット・キトリッジ アメリカン・ガール・ミステリー（ルーシー〈マディソン・ダヴェンポート〉）
- キョンシークエスト1 妖怪一家の大冒険（ランラン）
- キョンシークエスト2 大霊界から来たU.F.O.（シャオアン）
- キンダガートン・コップ（エマ〈サラ・ローズ・カー〉）※テレビ朝日版
- クリクリのいた夏（幼少期のクリクリ）
- グリンチ（シンディ・ルー・フー〈テイラー・モンセン〉）※NHK版
- クロオビ・キッズ/メガ・マウンテン奪回作戦（マイケル・"タムタム"・ダグラス）
- サイン（ボー・ヘス〈アビゲイル・ブレスリン〉）※フジテレビ版
- サウンド・オブ・サイレンス（ジェシー・コンラッド〈スカイ・マッコール・バートシアク〉）※テレビ朝日版
- サドン・デス（エミリー・マッコード）※テレビ朝日版
- JFK（ヴァージニア・ギャリソン）※テレビ朝日版
- シックス・デイ（クララ・ギブソン）※日本テレビ版
- シッピング・ニュース（バニー）
- 死ぬまでにしたい10のこと（パッツィ・マトランド）
- シャーロット・グレイ（ジャコブ）
- ジャングル・ブック ※機内上映版
- スーパードッグ エア・バディ/ビーチバレーで危機一髪!（ノア・フラム）
- SPIRIT（翠）
- スリーメン&リトルレディ（メアリー）※日本テレビ版
- 聖なる嘘つき（リーナ〈ハナ・テイラー・ゴードン〉）
- 相続人（リビー〈メイ・ホイットマン〉）※フジテレビ版
- ダーク・ウォーター（ナターシャ・リムスキー〈パーラ・ヘイニー＝ジャーディン〉）
- ダークマン3（ジェニー・ルーカー）
- タイトロープ（ペニー・ブロック）※テレビ朝日版
- ちびっこギャング（ポーキー）
- ツイスター（幼少時代のジョー・ハーディング〈アレクサ・ヴェガ〉）※日本テレビ版
- 天使のくれた時間（アニー・キャンベル〈マッケンジー・ヴェガ〉）
- トゥルー・クライム（ケイト・エヴァレット〈フランセスカ・フィッシャー＝イーストウッド〉）※日本テレビ版
- トム・ソーヤーの大冒険（シド）※NHK-BS2版
- ニコラスの贈りもの（エレノア〈ハリー・ケイト・アイゼンバーグ〉）※NHK-BS2版
- ネバーエンディング・ストーリー 第2章 ※ソフト版
- ハード・トゥ・キル（5歳のトニー・ストーム）※テレビ朝日版
- バイオハザードIII（ホワイト・クイーン〈マデリン・キャロル〉）※ソフト版
- パスポート to パリ（アリソン〈アシュレー・オルセン〉）
- パトリオット・ゲーム（サリー・ライアン〈ソーラ・バーチ〉）※テレビ朝日版
- バベル（デビー・ジョーンズ〈エル・ファニング〉）
- ハリー、見知らぬ友人（サラ）
- ハンコック（バス停の少年〈アッティカス・シェイファー〉）
- ハンニバル・ライジング（ミーシャ・レクター）
- 光る眼（デヴィッド・マクゴーワン〈トーマス・デッカー〉）※テレビ朝日版
- フォーリング・ダウン（アデル）※テレビ朝日版
- フリントストーン/モダン石器時代（ペブルズ・フリントストーン）
- ブレス・ザ・チャイルド（コーディ・オコナー）
- プロブレム・チャイルド/うわさの問題児（ルーシー）
- プロブレム・チャイルド2（ドリー）
- ベートーベン（エミリー・ニュートン〈サラ・ローズ・カー〉）※日本テレビ版
- ベートーベン2（エミリー・ニュートン〈サラ・ローズ・カー〉）※日本テレビ版
- ベイビー・トーク3/ワンダフルファミリー（ジュリー・ウブリアッコ）※ソフト版
- ヘイフラワーとキルトシュー（キルトシュー）
- ペット・セメタリー（ゲイジ・クリード〈ミコ・ヒューズ〉）※フジテレビ版
- ホーム・アローン（フラー・マカリスター〈キーラン・カルキン〉）※フジテレビ版、（ブルック・マカリスター）※ソフト版
- ホーム・アローン2（リニー・マカリスター）※ソフト版
- ぼくの神さま（トロ）
- ポネット（ポネット〈ヴィクトワール・ティヴィソル〉）
- 微笑みをもう一度（バニース〈メイ・ホイットマン〉）
- ポルターガイスト（キャロル・アン・フリーリング〈ヘザー・オルーク〉）※TBS版
- ポルターガイスト3 / 少女の霊に捧ぐ…（キャロル・アン・フリーリング〈ヘザー・オルーク〉）
- マッドマックス/サンダードーム ※フジテレビ版
- 未知との遭遇（バリー・ガイラー）※テレビ朝日新録版
- ミラクル7号（ファニー）
- ユー・ガット・メール（アナベラ・フォックス〈ハリー・ハーシュ〉）※フジテレビ版
- ランブリング・ローズ（ワスキー）
- レ・ミゼラブル（幼少期のコゼット、ガブロシュ）
- レモニー・スニケットの世にも不幸せな物語（サニー・ボードレール）
- ロング・キス・グッドナイト（ケイトリン）※ソフト版
- わんぱくデニス（マーガレット・ウェイド）

#### ドラマ
- ER緊急救命室
  - シーズン1 - 6（幼児期のレイチェル・グリーン〈イヴォンヌ・ジーマ〉）
  - シーズン5 - 8（幼児期のリース・ベントン〈マシュー・ワトキンス〉
  - シーズン2（幼児期のスージー・ルイス）、（メイ・スン〈ルーシー・リュー〉）、#10（サミー〈ドラ・ヒラー〉）
  - シーズン3 #5（魔女〈アイシャ・ジェネット〉）
  - シーズン5（リッキー・アボット〈カイル・チェンバース〉）、#4（患者の母〈クリスティーナ・マ〉）
  - シーズン8（エラ・グリーン〈サロメ・キングストン〉）、#19（スージー・ルイス〈ジャンナ・ベレノ〉）
  - シーズン10 #13（エラ・グリーン〈カブリア・ベアード / ブリトニー・ベアード〉）
  - シーズン11 #4（エラ・グリーン〈キャロライン・トッド〉）
  - シーズン15 #9（タイラー〈アンドリュー・アスター〉）
- IT ※NHK-BS2版
- WITHOUT A TRACE/FBI 失踪者を追え!（カイラ）
- F.B.EYE!! 相棒犬リーと女性捜査官スーの感動!事件簿 パイロット版（子供時代のスー・トーマス）
- おまかせアレックス（ジェニー）
- ザ・タイタニック/運命の航海（ロレイン・アリソン）
- チャームド 〜魔女3姉妹〜（ケイト）
- ティーンズ救命隊（カイル）
- デスパレートな妻たち3（シェリー）
- どこかでなにかがミステリー（ローラ）
- ナルニア国物語（ルーシィ・ペベンシー）
- パパにはヒ・ミ・ツ（幼稚園時代のブリジット）
- フェニックスと魔法のじゅうたん（ジェイン）
- 4400 未知からの生還者（イザベル〈幼少〉）
- ふたりはふたご（アシュレー・バーク〈アシュレー・オルセン〉）
- フルハウス（ミシェル・エリザベス・タナー〈オルセン姉妹〉）
- マイ・スイート・メモリーズ（アネット）
- ミッキーマウス60周年記念（アンドリュー・キートン〈ブライアン・ボンソール〉）

#### アニメ
- アメリカ物語 ファイベルの冒険（ヤーシャ）
- アラジンの大冒険（光の精）
- おさるのジョージ
- ギガントサウルス（タイニー[42]）
- キャッツ&カンパニー
- ザ・シンプソンズ（マギー・シンプソン〈2代目〉、妹、イッチー〈代役〉）
- スヌーピーとチャーリーブラウン（サリー・ブラウン）
- ソニックトゥーン（エミー・ローズ[43]）
- パパはグーフィー
- ピンクパンサー（セルマ）
- マイリトルポニー〜トモダチは魔法〜（スウィーティーベル）
  - マイリトルポニー: エクエストリア・ガールズ
- わんわん物語II（ジュニア）

### 人形劇
- あつまれ!じゃんけんぽん（ひつじはらモコ、キーコ）
- いないいないばあっ!（パッパ、くぅ、ペンタ）
- ざわざわ森のがんこちゃん（チョビくん、ルンルン、ツムちゃんのお母さん）
  - 新・ざわざわ森のがんこちゃん[44]
  - ざわざわえんのがんぺーちゃん[45]

### テレビ番組
- キティズパラダイスPLUS → Peace（2006年4月 - 2011年3月） - シナモンの声
- ファンファンキティ!（2020年4月 - ） - シナモンの声
- シナモンと安田顕のゆるドキ☆クッキング（2023年10月7日 - ） - シナモンの声

### ラジオ
- Windy's murmur 川田妙子と田中敦子のミラクルラジオ（Windy's murmur公式サイト）

### その他コンテンツ
- アイスちゃん（CMキャラクター）
- サンリオキャラクター「シナモロール」（シナモン）
- サンリオキャラクター「I.CINNAMOROLL」（シナモン）
- すくすく子育て（iちゃん）
- ハートキャッチプリキュア! ミュージカルショー（シプレ）
- ブラック・ジャック（ピノコ）（ラジオドラマ）
- ファービー（日本語版ファービーベイビーの声）[46]